# Robert Ley
Robert Ley (va néixer a Niederbreidenbach, el 15 de febrer de 1890 - Es va suïcidar a la presó de Nuremberg, el 25 d'octubre de 1945) va ser un militar, pilot, doctor en Filosofia, Gauleiter (Governador Polític), Reichsleiter (director nacional del partit nazi) i director del sindicat nazi.

## Biografia
D'orígens humils, apreciava profundament Hitler. Va tenir la possibilitat d'estudiar a les universitats de Jena i de Bonn. Va ser pilot durant la Primera Guerra Mundial i abatut el 1917 sobre França. Capturat, va ser fet presoner de guerra durant dos anys.
El 1925 es va sentir profundament atret pel discurs nacionalista del Partit Nacional Socialista dels Treballadors Alemanys, el partit nazi, i va ser acollit de bon grat per la seva condició d'universitari. Va ser nomenat Gauleiter a Rin del Sud, on va aconseguir adeptes a la causa nazi entre antics membres d'organitzacions socialistes i comunistes, especialment aturats. Va seguir exercint el seu treball seguint les noves instruccions del partit que exigien aglutinar els treballadors actius.
Durant el mandat de Hitler va ser director del Partit Nazi des de novembre del 1932 fins al maig de 1945. Quan el 1933 es va crear el Front Alemany del Treball (DAF), va ser nomenat màxim dirigent del nou sindicat vertical únic amb l'objectiu d'augmentar la productivitat i mostrar l'orgull de la Nova Alemanya.
Va ser responsable del programa Kraft durch Freude (Força per l'Alegria) que amb la col·laboració del tinent de la SS Bodo Lafferentz (promotor del Volkswagen i projectes balístics) va incentivar viatges turístics molt barats, creuers, esdeveniments esportius i culturals per als treballadors alemanys. També va promoure pensions per als treballadors aturats, gent gran i altres tants serveis socials, però va ser responsable de la supressió dels sindicats d'oposició i la confiscació dels seus béns. Va ser membre del Reichstag (Parlament) des de 1932 fins a 1945, encara que aquest no hi assistís, a partir de 1938 per decisió d'Adolf Hitler.
Robert Ley va dir en un discurs el 1938 el següent: 
| « | "Jo sobre aquesta terra crec únicament en Adolf Hitler. Jo crec en un Suprem Déu que em va crear i que em guia i crec fermament que aquest Suprem Déu ens va enviar Adolf Hitler a nosaltres" . | » |

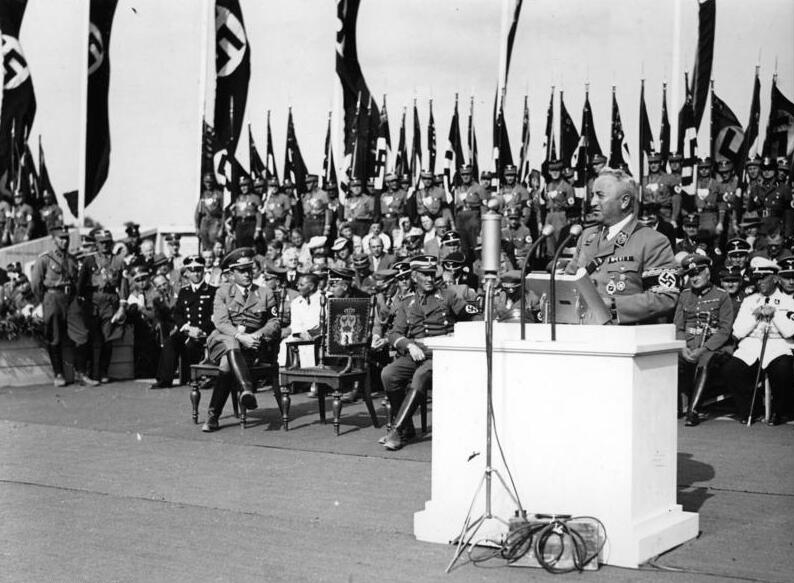
Ley l' Agost de 1939 a Berlín durant un discurs inaugural d' habitatges socials

Va estar casat amb Inga Ley qui li va donar dos fills. La seva dona estava platònicament enamorada de Hitler i va acabar suïcidant-se el 1943, la qual cosa va agreujar més el nivell d'alcoholisme de ley.
Ley era conscient en termes generals del programa del règim nazi d'extermini dels jueus d'Europa i va encoratjar el poble a participar-hi per les seves publicacions i discursos d'un antisemitisme virulent. El febrer de 1941 va participar en una reunió amb Speer, Bormann i el mariscal de camp Wilhelm Keitel a la qual què Hitler va establir els seus punts de vista sobre la qüestió jueva «amb cert detall, deixant clar que la seva intenció era la ‘desaparició’ dels Jueus d'una manera o altra».
En finalitzar la Segona Guerra Mundial, Ley va fugir cap a Berchtesgaden però va ser capturat el 16 de maig del 1945 i encausat en els Judicis de Nuremberg. Fou acusat de crims de guerra. El 25 d'octubre, quatre dies després de rebre l'acusació formal, Ley es va estrangular a la seva cel·la, utilitzant una corda feta de tires de fil de la tovallola que va lligar a la canonada de bany. Després d'aquest incident els aliats van prendre mesures de seguretat per evitar que altres alts càrrecs del partit nazi se suïcidessin així.